# Isolda de Bretaña

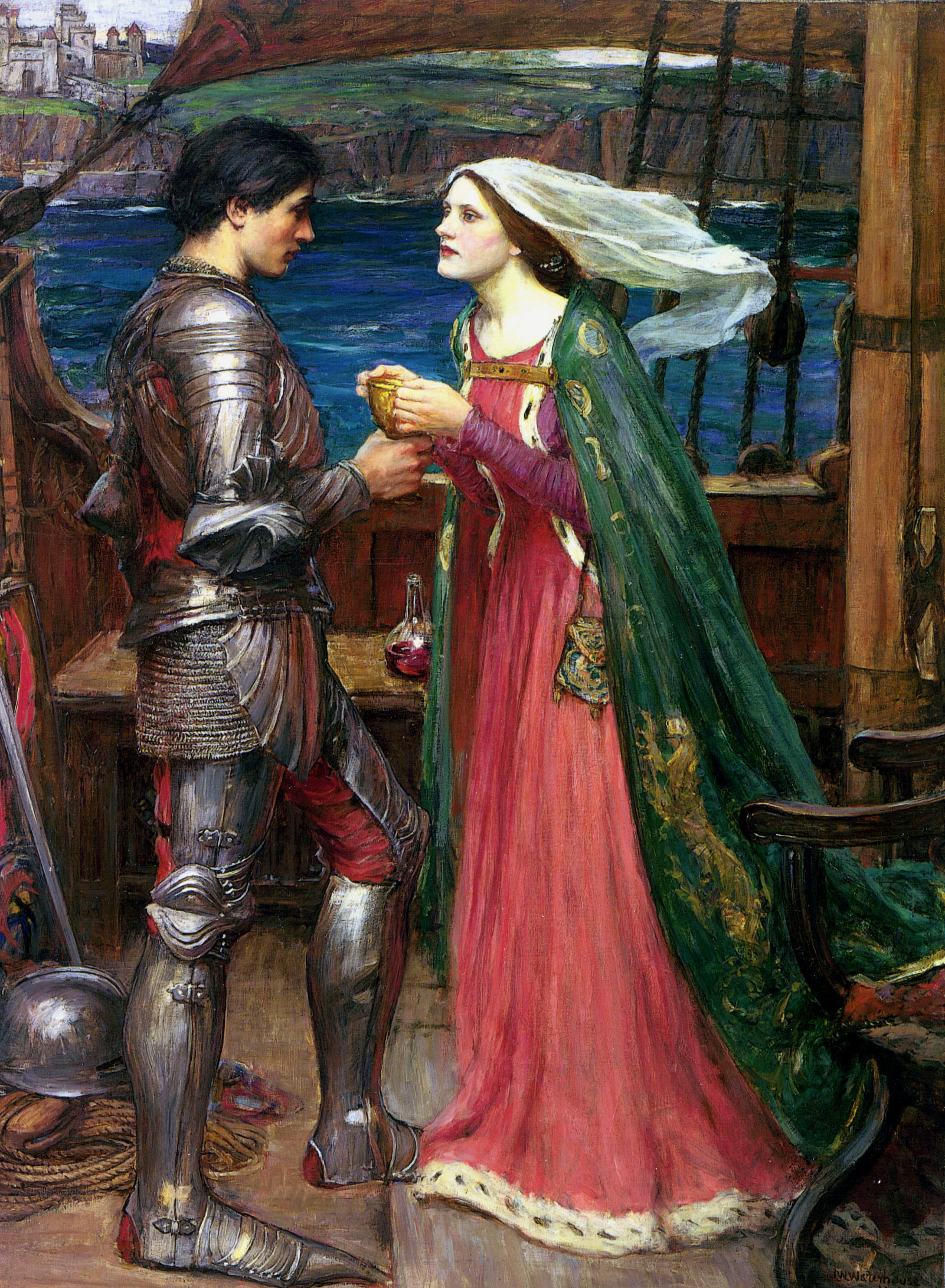
«Isolda de Bretaña» dándole la «poción mágica» a «Sir Tristán», durante el viaje hacia Cornualles. Pintura al óleo de 1916, por el pintor británico John William Waterhouse.

Isolda de Bretaña, conocida también como la de las blancas manos, es el nombre de uno de los personajes de la narración arturiana de Tristán e Isolda.

## Leyenda
Cuando el rey Marco de Cornualles es consciente de la aventura amorosa entre Tristán e Isolda, lo exilia a Bretaña y a no retornar nunca más a Cornualles. Ahí, Tristán es puesto al cuidado del rey Hoel luego de quedar herido. Así, conoce a la hija de Hoel, Isolda, y se casa con ella porque comparte el mismo nombre que su antigua amante. Nunca llegan a consumar el matrimonio por el amor que Tristán siente por Isolda la bella.
Durante una aventura sucedida en Bretaña, Tristán sufre por tener una herida envenenada que solo «Isolda la bella», la curandera más hábil, puede remediar. Tristán manda a una embarcación de vela a Irlanda a buscarla, ordenando a la tripulación que usen velas blancas si Isolda está a bordo y, negras si no lo está. Cuando la comitiva arriba a Irlanda e informa a Isolda, ésta decide partir para reunirse con su amado, por lo que el velero acude hacia Cornualles con las velas blancas izadas. Sin embargo, Tristán está demasiado débil para mirar por la ventana para ver la señal, y le pide a su mujer que lo compruebe por él. En un arrebato de celos, Isolda, la de las «manos blancas», le dice a Tristán que las velas con las que navega el velero que arriba son negras, por lo que Tristán expira de desesperación. Cuando «Isolda la bella» llega y encuentra a su amante muerto, la pena la sobrecoge y termina postrándose a su lado. Esta secuencia de la muerte no aparece en el Tristán de prosa. De hecho, mientras «Isolda de las manos blancas» figura en nuevos episodios, nunca se la menciona de nuevo luego del retorno de Tristán, aunque su hermano Kahedin sigue siendo un personaje prominente.